# Tranzault
Tranzault település Franciaországban, Indre megyében. Lakosainak száma 347 fő (2022. január 1.). Tranzault Fougerolles, Lys-Saint-Georges, Mers-sur-Indre, Montipouret, Neuvy-Saint-Sépulchre és Sarzay községekkel határos.

## Népesség
A település népessége az elmúlt években az alábbi módon változott:
| Lakosok száma | 364  | 318  | 324  | 324  | 334  | 347  | 352  | 353  | 351  | 347  |
|               | 1968 | 1982 | 1990 | 2006 | 2013 | 2015 | 2017 | 2019 | 2020 | 2022 |